# جونغ سانغ-هون
جونغ سانغ-هون (هانغل: 정상훈) هو ممثل كوري جنوبي، ولد في 9 سبتمبر 1976 في كوريا الجنوبية.

## فيلموغرافيا

### مسلسلات تلفزيونية
- هوانغ جين يي (كي بي إس 2 2006).
- لا تجرؤ على الحلم (إس بي إس 2016).
- امرأة ذات كرامة (جي تي بي سي 2017).
- خني إذا استطعت (كي بي إس 2 2020).[4]
- مرة أخرى حياتي (إس بي إس 2022).[5]
- الساحرة على قيد الحياة (تشو سون تي في 2022).[6]

## وصلات خارجية
- جونغ سانغ-هون على موقع IMDb (الإنجليزية)
- جونغ سانغ-هون على موقع ميوزك برينز (الإنجليزية)